# The Pied Pipers
The Pied Pipers (Пайд Пайперс) — американская вокальная группа.
Музыкальный сайт AllMusic кратко характеризует группу как «гладкую вокальную группу, популярную в 1940-х годах».
В 2001 году группа The Pied Pipers была включена в Зал славы вокальных групп.

## История
Сначала группа состояла из 8 участников, но достигла наибольшего успеха уже после того, как почти половина группу покинула. Когда группа присоединилась к оркестру Томми Дорси (Tommy Dorsey Band) в 1939 году, в ней было 4 человека: Билли Уилсон, Чак Лоури, Джо Стаффорд и её тогдашний муж Джон Хаддлестон. Там у Томми Дорси они выступали в роли бэк-вокалистов на множестве классических записей Фрэнка Синатры.
В 1942 году группа ушла от Дорси, а Джон Хаддлестон ушёл в армию и был заменён на Хэла Хоппера, одного из ранее покинувших группу членов её оригинального состава из 8 человек.
Также в начале 1940-х годов Pied Pipers выступили в качестве бэк-вокалистов на нескольких треках Джонни Мерсера, среди которых были «Candy» и «Blues in the Night».
В 1943 году группа выпустила свой первый сингл «Deacon Jones / Pistol Packin’ Mama».
В 1944 году Джо Стаффорд, к тому времени сильно занятая своей сольной карьерой, ушла из группы. Вместо неё взяли Джейн Хаттон.
Вплоть до конца 1940-х годов группа часто попадала в чарты, но в начале 1950-х годов её популярность увяла.
Группа с таким названием существует и сейчас и продолжает давать концерты.